# مسبار لاسلكي

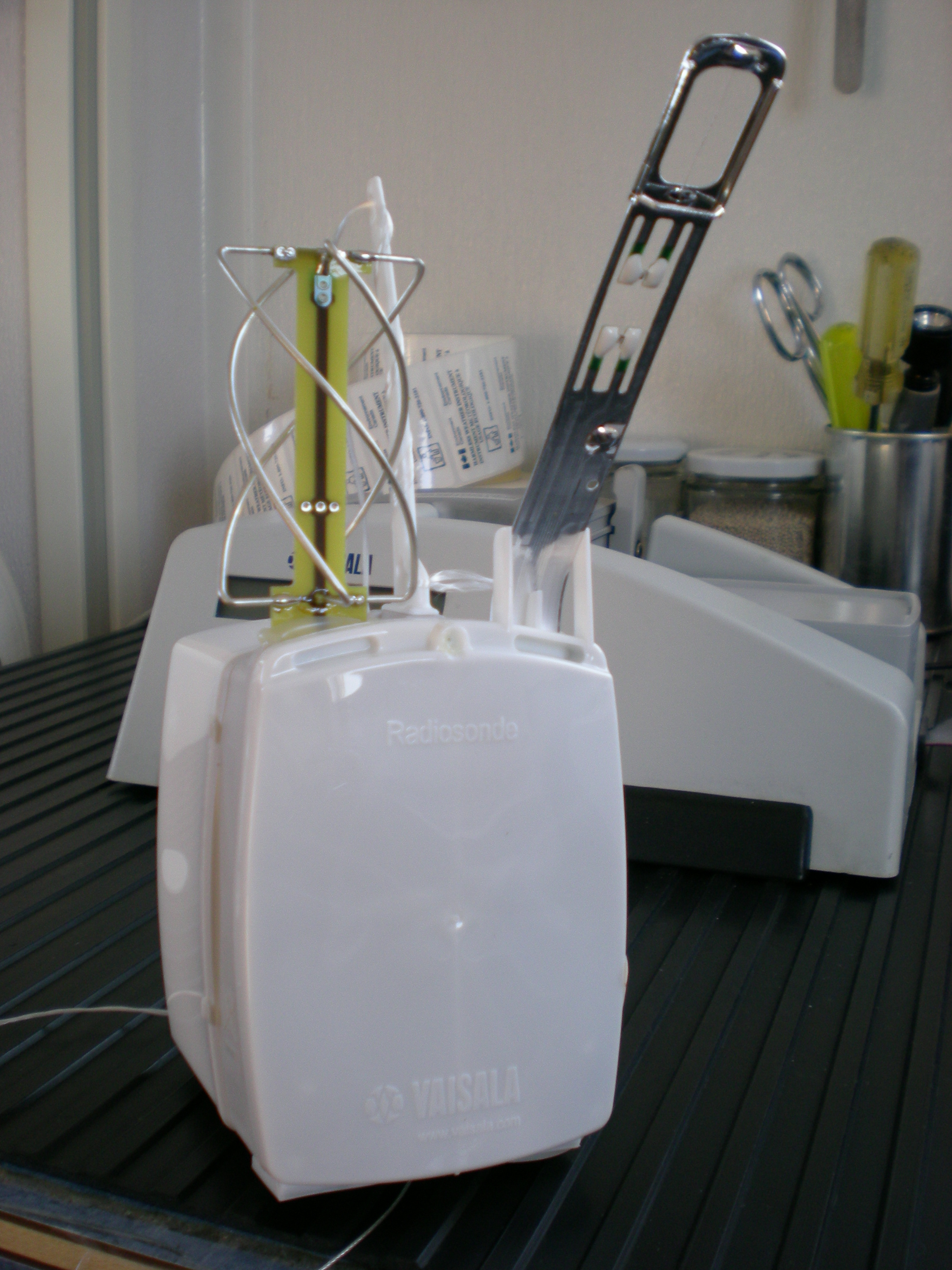

المسبار اللاسلكي (Radiosonde) هو جهاز لاسلكي مجهز بأحهزة لقياس الضغط الجوي ودرجة الحرارة والرطوبة وسرعة الرياح واتجاهها، يحمل واسطة بالون معبأ بغاز الهيليوم أوالهيدروجين إلى ارتفاعات محددة (20-30 كيلومتر). وفي أثناء صعوده تقيس الأجهزة المحمولة عناصرها ويرسلها جهاز اللاسلكي Transmitter، وفق ترددات معينة إلى سطح الأرض ليتم استلامها بواسطة أجهزة خاصة، لتحول فيما بعد إلى قيم معينة للعناصر التي قيست.
وعلى ارتفاع 30000 متر سينفجر البالون في الجو، وسيهبط عندها صندوق الأجهزة بمظلة خاصة إلى سطح الأرض.
هذا النوع من الرصد العلوي -بالمسبار اللاسلكي- يتم مرتين يوميا (الساعة 00:00 والساعة 12:00 بتوقيت جرينتش) في كافة المحطات العالمية.

## تاريخ
في عام 1924 قام الكولونيل وليام بليرمن سلاح الإشارة، بأولى التجارب في مجال قياس عناصر الجو بواسطة بالون، بالاستفادة من تأثير الحرارة على دوائر البث اللاسلكي. وقد كان أول مسبار لاسلكي يقوم بإرسال معلومات دقيقة ومشفرة عن بعد. بعد ذلك أطلق الجهاز الأول في 7 يناير عام 1929 [ بواسطة المجسات الرصدية التي اخترعها الفرنسي روبرت بيرو Robert Bureau.
ابتكر بيرو اسم المسبار اللاسلكي Radiosonde. في السنة اللاحقة تم تطويره بشكل مستقل بواسطة باڤل مولكنوف Pavel Molcanov وأطلق في 30 من يناير عام 1930، أصبح تصميم مولكنوف الأكثر شعبية:
أولا: بسبب سهولة استخدامه
ثانيا: لأنه تفرد في استخدم أسلوب تحويل قراءات المجسات الجوية Weather Sensors إلى شفرة مورس Morse Code، ما جعل استخدامه أسهل دون الحاجة إلى أدوات خاصة أو
تدريب.

## استخدامات
الفهم والتنبؤ بدقة عن التغيرات في حالة الطقس يتطلب ما يكفي من بيانات المسبار اللاسلكي من الغلاف الجوي العلوي، تطبيقات البيانات متنوعة وتشمل:
- مدخلات نماذج التنبؤات الجوية العددية، العواصف القوية، الطيران، التنبؤات البحرية
- بحوث الطقس، والتغير المناخي
- مدخلات نماذج جودة الهواء(التلوث)
- تقييم بيانات الأقمار الصناعية